# Димитрий Овчаров
Димитрий Овчаров, (на немски: Dimitrij Ovtcharov; на украински: Дмитро Михайлович Овчаров; на руски: Дмитрий Михайлович Овчаров), роден на 2 септември 1988 в Киев) е успешен играч по тенис на маса от Германия с украински произход.

## Кариера
Още като дете Димитрий е поощряван от опитните му родители да играе тенис на маса. Баща му Михаил Овчаров е бивш съветски шампион по тенис на маса (около 80 участия в националния отбор), а майка му е треньорка. През 1992 г. семейството се премества в Хамелн. Там Димитрий и баща му влизат в спортния клуб „TSV Schwalbe Tündern“. През 2005 г. Димитрий Овчаров играе в германската лига и достига висока позиция в отбора. От 2007 до 2009 г. играе за „Борусия“, Дюселдорф. След това играе за отбора Royal Villette Charleroi в Белгия. През 2010 г. сменя отбора си с руския „Факел Газпром Оренбург“.
За първи път взима участие в националния отбор на Германия по тенис на маса през септември 2006 г. по време на квалификациите за европейското първенство срещу Хърватия, като първите му победи са срещу Адриан Кришан и Андрей Филимон.
На европейското първенство по тенис на маса през 2007 г. в Белград печели бронзов медал единично и златен медал отборно.
На летните олимпийски игри през 2008 г. в Пекин се квалифицира през януари 2008 г. директно с позиция 19 на световната ранглиста. С германския национален отбор достига финала след победи над Хърватия, Канада, Сингапур и Япония, като загубва с 0:3 срещу домакина Китай. Същата година защитава европейската титла с националния отбор на Германия на първенството в Санкт Петербург чрез 3:2 срещу Беларус. В решителната единична среща печели срещу беларусина Витали Нехведович в 4 гейма.
Във финалната среща на германското първенство през 2011 г. в Бамберг губи с 3:4 срещу Бастиан Щегер. Лятото на същата година е много успешно за Овчаров: печели в продължение на 3 седмици турнирите Brazilian Open и Korean Open, като печели всички геймове в Бразилия.
На летните олимпийски игри през 2012 г. в Лондон Овчаров печели бронзов медал единично и отборно.

## Успехи

### Единично
- Бронзов медал на летните олимпийски игри през 2012 г.
- Осмифиналист летните олимпийски игри през 2008 г.
- Бронзов медал на европейското първенство по тенис на маса през 2007 г.
- Германски вицешампион през 2007, 2011 и 2012 г.
- Трети на немското първенство през 2009 г.
- Победител на немския турнир („Bundesranglistenturnier“) през 2007 г.

- Победител на европейскич турнир „TOP-12“ през 2012 г.
- Четвъртфиналист на европейскич турнир „TOP-12“ през 2008 г.
- Четвъртфиналист на световната купа през 2008 г. в Белгия (Лютих)

- Победител на турнира „Brazilian Open“ през 2011 г.
- Победител на турнира „Korean Open“ през 2011 г.
- Победител на турнира „Indien Open“ през 2010 г.
- Втори на турнира „Danish Open“ през 2009 г.
- Полуфиналист на турнира „Korea Open“ през 2008 г.
- Полуфиналист на турнира „Brazilian Open“ през 2007 в
- Полуфиналист на турнира „Slovenian Open“ през 2008 г.

### По двойки
- Немски шампион през 2008 и 2010 г. (заедно с Патрик Баум)

### За Германия
- Бронзов медал на летните олимпийски игри през 2012 г.
- Световен вицешампион през 2012 г. в Дортмунд
- Световен вицешампион през 2010 г. в Москва
- Сребърен медал на летните олимпийски игри през 2008 г.
- Европейски шампион през 2007, 2008, 2009, 2010, 2011, 2013 г.

### С отбор
- Победител на турнира Champions League през 2009 г. с Борусия Дюселдорф[3] и през 2012 г. с Факел Газпром Оренбург[4]
- Немски шампион с Борусия Дюселдорф през 2008 и 2009 г.
- Победител в турнира за купата на Германия с Борусия Дюселдорф 2008 г.

### Младеж/Ученик
- Младежки европейски шампион през 2005 г.
- Младежки европейски шампион отборно през 2004 и 2006 г.
- Младежки европейски вицешампион отборно през 2005 г.
- Трети на младежкото световно първенство през 2006 г.
- Трети на младежкото световно първенство отборно през 2004 и 2006 г.
- Победител на младежкич европейски турнир „TOP-12“ през 2005 и 2006 г.
- Европейски вицешампион за ученици през 2002 г.
- Европейски вицешампион отборно за ученици през 2002 и 2003 г.